# Нечаев, Леонид Петрович
Леони́д Петро́вич Неча́ев (1915, Пензенская губерния, Российская империя — 1968, Елабуга, Татарская АССР, РСФСР) — советский врач, хирург, Заслуженный врач Татарской АССР (1962).

## Биография
Родился в 1915 году в Пензенской губернии, Российская империя.
Поступил в Казанский государственный медицинский институт. Его, как отличника учёбы, перевели в Куйбышевскую военно-медицинскую академию, которую окончил в 1940 году.
Участник Великой Отечественной войны, где был военным врачом, полевым хирургом. Приказом начальника Главного военно-санитарного управления РККА назначен старшим врачом 18-го гвардейского минометного полка, который попал в окружение во время наступления. В окружении скрывался под видом местного жителя, но был задержан и отправлен в лагерь для военнопленных. В 1945 году вернулся домой.
Прошёл множество проверок органами НКВД как окруженец. В это время был без работы. После завершения проверок принят на работу хирургом в лагере НКВД № 97 для военнопленных, который был организован в Елабуге.
Затем стал работать ординатором хирургического отделения Елабужской центральной районной больницы. Преподавал хирургию в Елабужском медицинском училище. В 1955 году в этом городе открылся пункт переливания крови, здесь Нечаев был его куратором. В 1959 году был назначен заведующим хирургическим отделением Елабужской ЦРБ. Был ведущим хирургом сразу четырёх районов Татарской АССР: Мамадышского, Набережночелнинского, Бондюжского и Елабужского.
В 1962 году за большой вклад в развитие здравоохранения Леонид Петрович Нечаев удостоен почётного звания «Заслуженный врач Татарской АССР».
Скоропостижно скончался в 1968 году от сердечно-легочной недостаточности.
В 1993 году Леониду Нечаеву посмертно присвоили звание «Почетный горожанин Елабуги», одна из улиц 4-го микрорайона города названа его именем.